# 長良型軽巡洋艦
長良型軽巡洋艦（ながらがたけいじゅんようかん）は、日本海軍の二等巡洋艦(軽巡洋艦)。同型艦6隻。いわゆる5,500トン型軽巡洋艦のひとつで、球磨型に続く第2グループにあたる。

## 概要
日本海軍は1917年（大正6年）の八四艦隊案での巡洋艦建造計画を変更し、いわゆる5,500トン型軽巡洋艦8隻と「夕張」を建造した。5,500トン型の最初の5隻は第1グループになる球磨型であり、残りが第2グループにあたる長良型の「長良」、「五十鈴」、「名取」の3隻になる。続く1918年（大正7年）の八六艦隊案で5,500トン型3隻の予算が成立し、「由良」、「鬼怒」、「阿武隈」が建造された。球磨型からの大きな変更点は
- 搭載魚雷を53cmから61cmに強化した[12]。
- 羅針艦橋下に航空機格納庫を設置してその前方に滑走台を設置した[12]。
- そのために艦橋構造が変更され、司令塔は廃止された[12]。

などになる。
太平洋戦争開戦まで、多くの改装を経て装備の強化が行われたため、7,000トン近くまで排水量が増大し速力が33から32ノット前後まで低下した。また、阿武隈を除く5隻と「夕張」は1942年（昭和17年）から1944年（昭和19年）にかけて老朽化に伴い第一線での運用から外される見込みとなり、代艦として④計画で阿賀野型4隻と大淀型2隻が建造されることになった。このような状況であったにもかかわらず、代わる艦がなかったため、太平洋戦争において各艦とも第一線で活躍した。

## 艦型

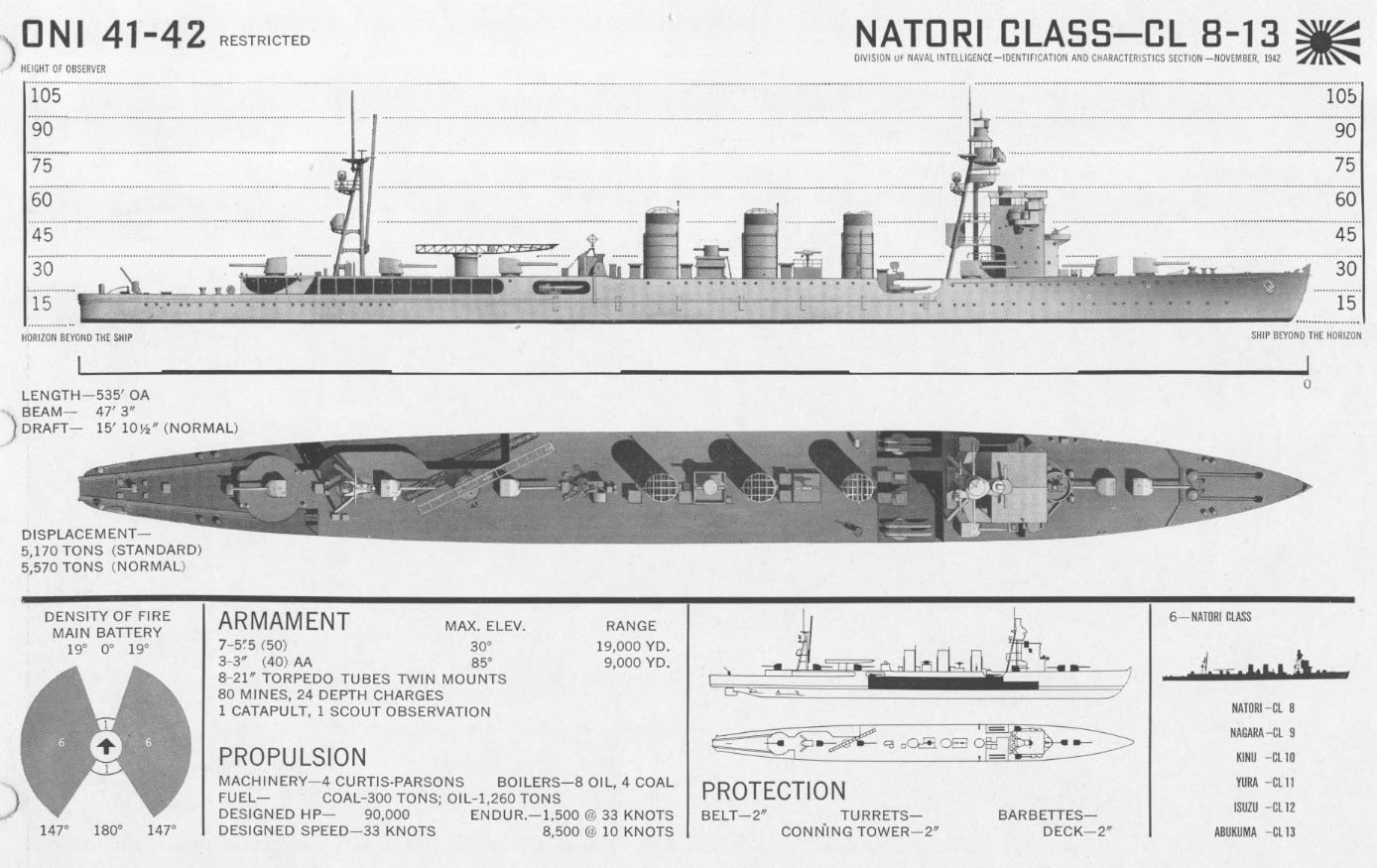
長良型「名取」の武装・装甲配置を示した図

球磨型軽巡洋艦の改良型として設計され、球磨型の船型、主要寸法、機関出力、速力、備砲、機雷搭載量は変更無い。艦型は球磨型軽巡洋艦#艦型も参照。球磨型からの主な変更点は以下のとおり。

### 水雷兵装
魚雷兵装は、魚雷数と発射管数は球磨型と同一であるが、魚雷を六年式53cm魚雷から八年式61cm魚雷搭載に変更した。この当時は主力艦の戦闘距離が伸び、53cm魚雷では射程が不充分となったためであった。これにより当時の世界水準において有数の攻撃力を持つものとなった。発射管の位置も球磨型と同一であるが、短艇甲板を後部へ延長して、後部発射管はその下に収められた。これにより後部構造と短艇甲板は連続することになった。
なお短艇甲板の延長は球磨型の各艦も後日、同様の改装を行っている。

### 航空兵装
球磨型では水偵(水上偵察機)1機を搭載するも発艦装置がなく、水上に降ろして発進させる形だった。この時は艦は停止または微速航行する必要があり、軽巡の機動性が犠牲になってしまう。また当時の水偵は外洋での発進は出来ず、実用の域に達していなかった。射出機の実用化にも日本海軍は遅れをとっていた。
そこで本型では艦橋構造を拡大して羅針艦橋下に格納庫を設け、その前方に滑走台を設けた。滑走台方式はイギリス海軍が開発した方式で、前型(球磨型)の木曽で実験を行い成功していた。滑走台は船体に固定され(木曽は2番砲上に設置)、前方に傾斜が付けられた。また艦橋側面に飛行機積み込み用のデリックが設置され、搭載機は一〇年式艦上戦闘機を偵察機として使用した。この滑走台方式では一応実用化に達したというだけで、発艦した機体を帰還後に収容できない不便なものだった。就役後に航空機はまれにしか搭載されず、滑走台はほとんど使用されなかった。

### 艦橋
艦橋構造は格納庫を設けた関係で司令塔は廃止され、代わりに操舵室が設けられた。羅針艦橋は球磨型の三角形に近い平面形状から、本型では矩形になった。面積は広くなったが、斜め前方に角があり視界が悪い欠点もあった。羅針艦橋が露天なのは球磨型と同様である。

### 機関
機関も球磨型と同様で、主機は高圧タービンが技本式衝動型、低圧タービンが三菱パーソンズ式反動型のオール・ギアード・タービンである。
川崎造船所建造の「鬼怒」だけは主機にブラウン・カーチス式タービンを装備しており、巡航タービンを装備していなかった。またボイラーに過熱器を装備、過熱蒸気（他の艦は飽和蒸気）を使用していた。そのため他の艦より排水量が100トンほど多かったという。なお、「鬼怒」のタービンはトラブルが多かったと言われ、就役後まもなく大修理を行っている。

### その他
球磨型にあった後部艦橋は廃止された。また7番砲下にあった機雷庫も廃止されている。

## 兵装の変化

### 竣工後
竣工からほどなくして、前部マスト上の射撃指揮所の下方に魚雷戦用の測的所が新設された（「阿武隈」は竣工時から設置）。1931年（昭和6年）ころまでに、測的所は更に拡大され、艦橋後方に作戦室と電信室が拡大、前部マストは複雑な構造になった。同時期、煙突に雨水除けが装着されている。方位測定儀はX字型アンテナから、菱形状のものに交換された。三年式機砲も留式7.7mm機銃に交換されている(後述)。

### 近代化改装
1932年（昭和7年）から1935年（昭和10年）に長良型の各艦は順次近代化改装が行われた。後述する航空兵装の刷新が中心となる。その他に前後マストに見張所を新設などが行われている。
近代化改装後も太平洋戦争開戦までにボイラーの重油専焼化、前部マストの短縮、探照燈の換装、方位測定儀アンテナの換装などが行われている。

### 航空兵装
射出機は1930年（昭和5年）に陸上試験を行った萱場式射出機が、同年「由良」に初めて搭載された。射出機は滑走台上に設置、水偵1機を搭載した。この射出機は事故が多く「由良」搭載の1基だけで製作は打ち切られている。
鬼怒は1930年10月に呉式2号2型射出機を滑走台上に装備、九〇式一号水偵を搭載した。
近代化改装により「由良」、「鬼怒」を含む長良型各艦は5番砲と6番砲の間に支柱を設け、呉式二号三型射出機を装備した。滑走台は撤去（または後に撤去）、格納庫は司令部施設や通信施設に充てられた。後部マストにはデリックが装備され、補強のためにマスト下部は三脚式に改められた。また水偵の揚収や整備のため、付近の短艇甲板が拡大された。「長良」は右舷側を拡大、「名取」は左舷側を拡大するなど各艦で違いがある。
搭載機は改装時は九〇式水上偵察機、その後九五式水上偵察機から九四式水上偵察機に変更され、そのまま太平洋戦争開戦時も搭載していた。

### 対空兵装

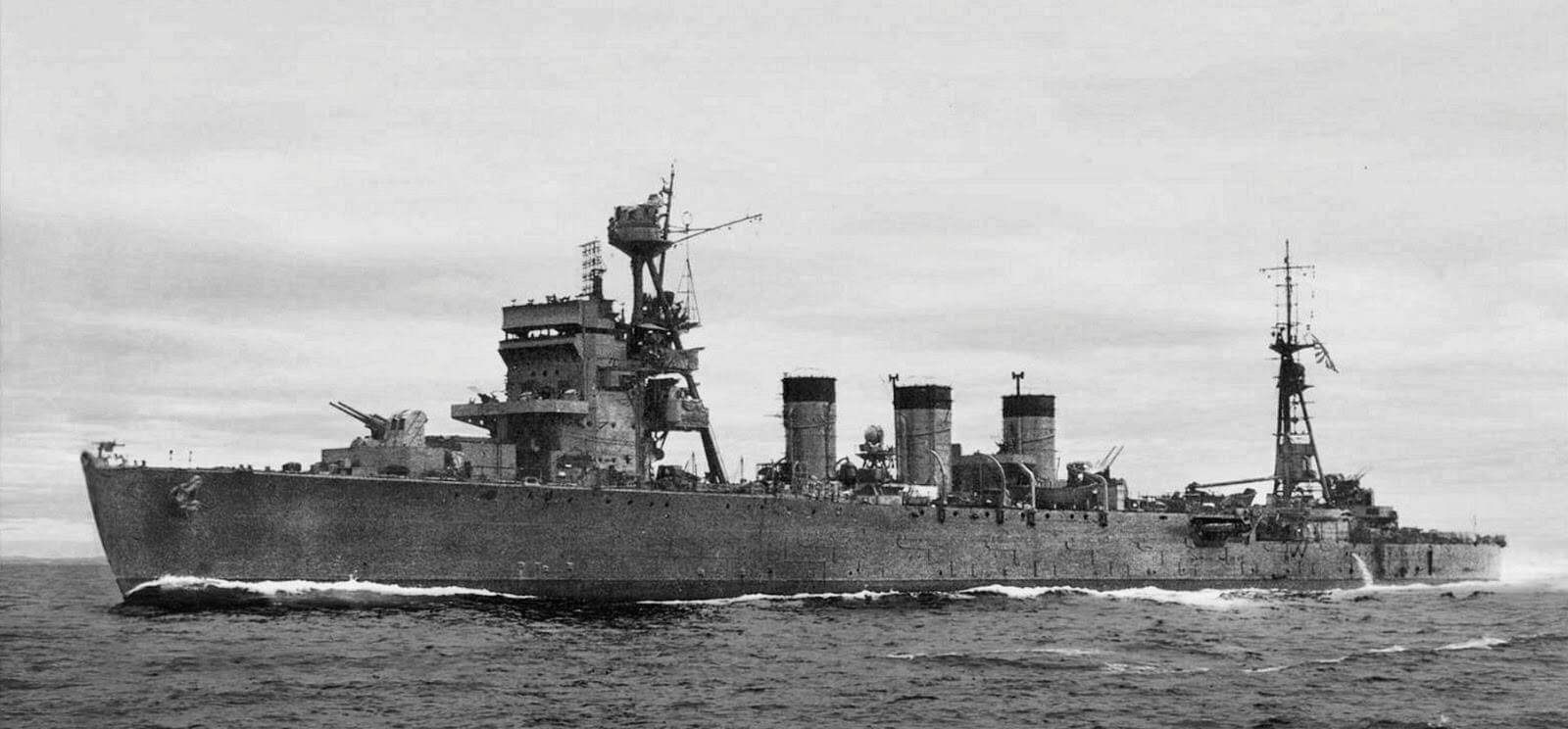
14cm単装砲を撤去して連装高角砲3基を設置した「五十鈴」

竣工時に2挺が装備されていた三年式機砲（口径6.5mm）は、1931年（昭和6年）から1934年（昭和9年）にかけて留式7.7mm機銃に交換された。なおこれら単装機銃の装備位置については短艇甲板との記述が多いが搭載位置が分かる写真などは残っておらず正確な装備位置は不明である。第一煙突と第二煙突間の吸気塔上とする推測図面もあるが、同位置には1923年（大正12年）末に水雷戦用測距儀が装備されており、考えづらい。なおこの7.7mm機銃は1942年（昭和17年）途中に撤去されたようである。
ウェルデッキ後方の短艇甲板前端に装備されていた8cm単装高角砲2基は、1932年（昭和7年）から1935年（昭和10年）にかけて九三式13mm連装機銃2基に換装された。なお「名取」のみは1937年（昭和12年）、8cm高角砲に換えて毘式40mm連装機銃を一時的に装備した。93式13mm連装機銃は1941年の開戦までに九六式25mm連装機銃2基に換装された。
1932年から1934年の近代化改装で、「名取」と「阿武隈」は不要となった滑走台の前端に九三式13mm4連装機銃1基を装備した。後に滑走台は撤去されるが、その際には改めて艦橋中央前方に機銃台が設けられて同機銃がそこに配置された。その他の4艦は近代化改装で滑走台を撤去、各艦は艦橋前面に13mm4連装機銃を設置した（「由良」は機銃座のみの設置）。

#### 太平洋戦争時
1942年（昭和17年）9月に沈没した「由良」の兵装は、開戦時から変更は無いと思われる。太平洋戦争中の1942年（昭和17年）から1943年（昭和18年）にかけて、艦橋前の機銃は九三式13mm連装機銃1基に換装される（この換装を連装機銃「2基」へとの記述をする文献が見かけられるが、これは誤りで「1基」が正しい）。「五十鈴」は防空巡洋艦に改装された時、この位置（羅針艦橋前）に九六式25mm三連装機銃2基を装備した
「阿武隈」と「長良」は1942年から1943年初めに5番主砲を撤去、阿武隈は後部魚雷発射管上部のシェルター甲板に左右1基ずつの25mm3連装機銃を追加装備した。阿武隈は1943年10月から11月、「長良」は1944年1月から4月の工事で7番主砲を撤去し跡地に12.7cm連装高角砲1基を装備、射出機を撤去して支柱上に25mm三連装機銃1基を装備した。「五十鈴」、「名取」、「鬼怒」の3隻は1943年から翌年にかけて5番砲・7番砲を同時に撤去、対空兵装を前の2隻と同様に強化した。同時期及びそれ以降、艦上の各所に25mm単装機銃や13mm単装機銃が追加装備され、「あ号作戦後の兵装増備状況調査」によると、1944年8月調査の長良の場合で25mm3連装機銃2基、同連装機銃6基、同単装機銃14基、13mm連装機銃1基、同単装機銃8基とされている。
防空巡洋艦兼対潜掃討艦になった「五十鈴」は14cm砲を全部撤去して12.7cm連装高角砲3基を装備、25mm機銃も増備した。

### 魚雷
太平洋戦争開戦時、阿武隈を除く5隻は九〇式魚雷（空気魚雷）を搭載していた。
「阿武隈」のみは1941年（昭和16年）に前部の魚雷発射管2基を撤去してウェルデッキを廃止、後部発射管2基を四連装発射管2基に換装して九三式魚雷（酸素魚雷）の発射能力を得ていた。1944年（昭和19年）に防空巡洋艦へ改装された「五十鈴」も同様の改造を行い、酸素魚雷発射機能を持ち合わせた。また「長良」も1944年の修理において、発射管は連装発射管4基のままとし、発射管の改造にて酸素魚雷発射機能を有したとの説もある。

## 同型艦
- 長良
- 五十鈴
- 名取
- 由良
- 鬼怒
- 阿武隈